# タ・プローム
タ・プローム（Ta Prohm クメール語：តាព្រហ្ម）は、カンボジアの古都アンコールに存在する、かつてのラージャヴィハーラ（Rajavihara; 王立精舎）の現代における名前である。
12世紀末にクメール人の王朝、アンコール朝の王ジャヤーヴァルマン7世により創建され、大乗仏教の僧院であった。後にヒンドゥー教寺院に改修されたと考えられている。

## 現状

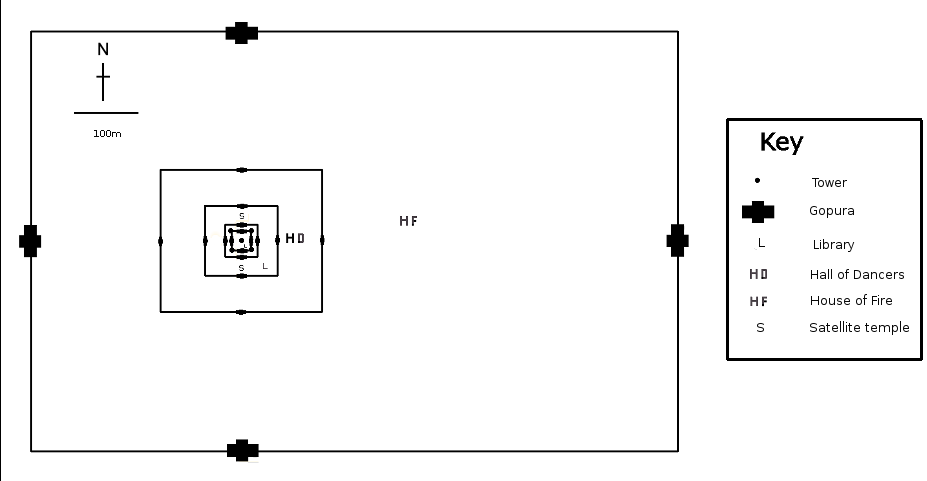
全体図

ガジュマルによる浸食が激しい。三重の回廊に覆われた遺跡には、文字通り樹木が食い込んでいる。あまりの酷さにインド政府はタ・プロームの修復計画を発表した（インドはタ・プロームの修復を担当している）。しかし、現在ここで議論が沸き起こっている。熱帯の巨大な樹木は遺跡を破壊しているのか、それともいまや遺跡を支えているのかという議論である。2006年10月現在、この遺跡の修復方針をめぐって、ユネスコを中心とした活発な議論が継続中である。

## その他
映画「トゥーム・レイダー」と「トゥー・ブラザーズ」の撮影が行われたことで知られる。

## ギャラリー

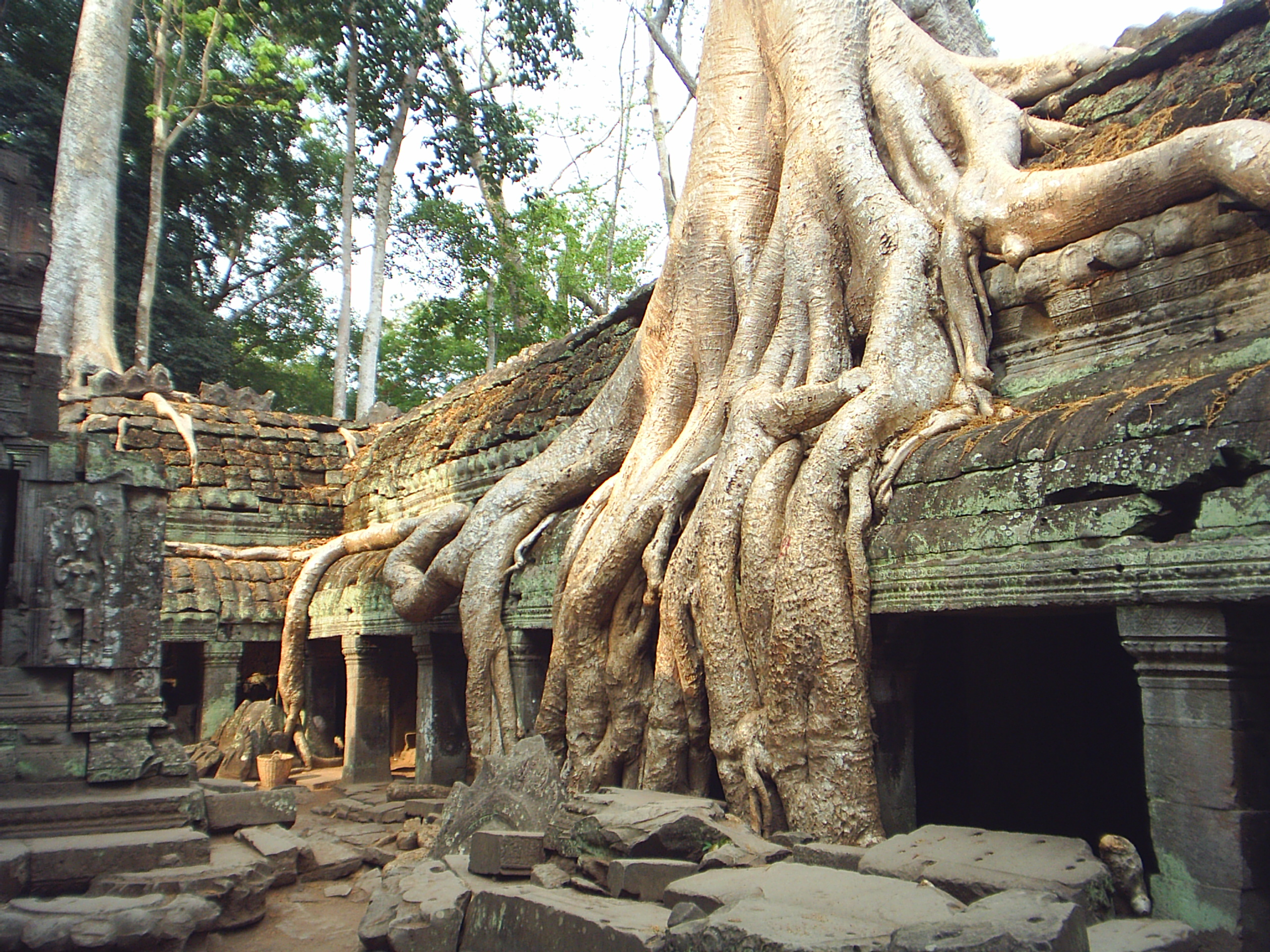
遺跡に絡みつく樹木
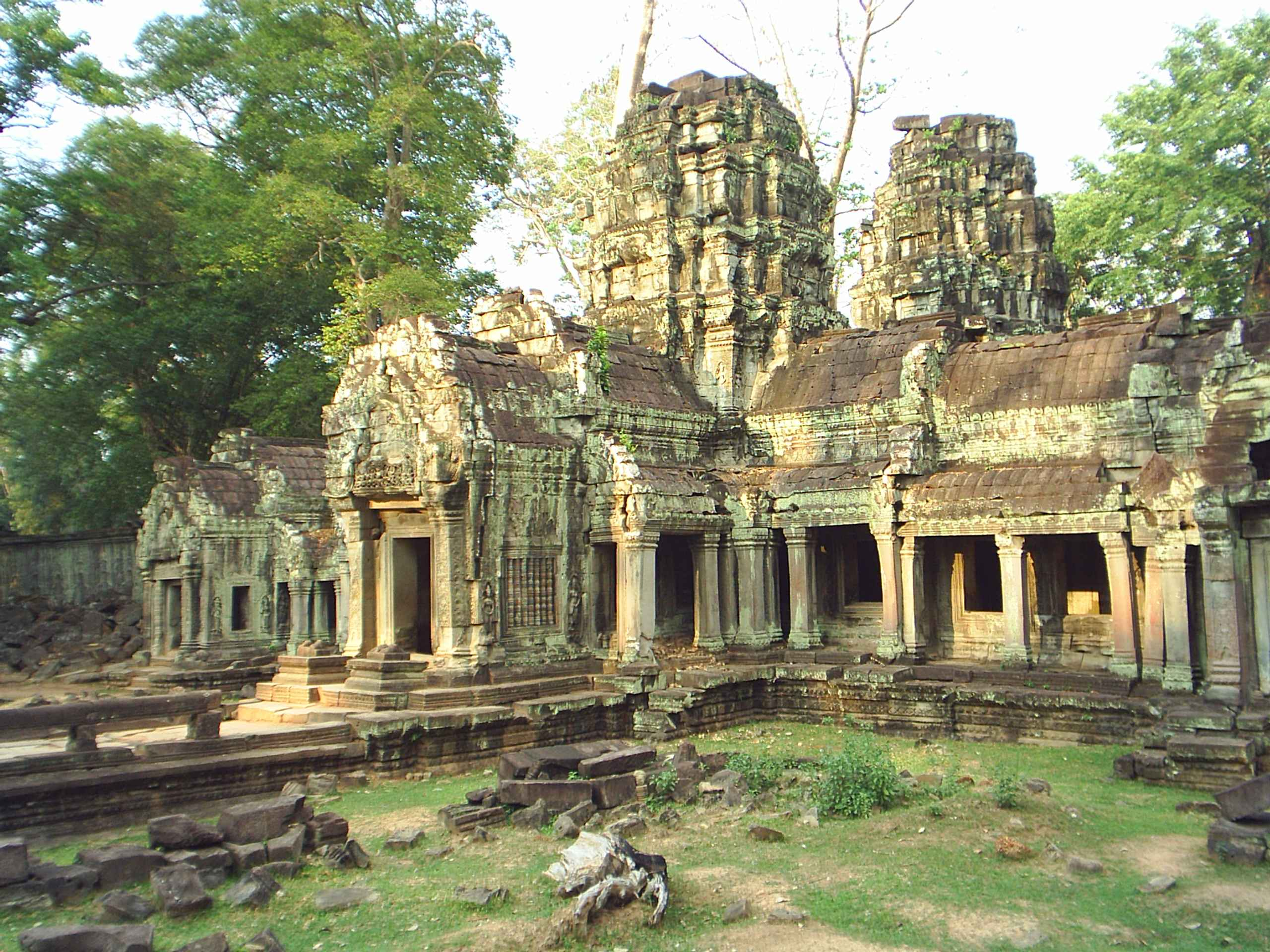
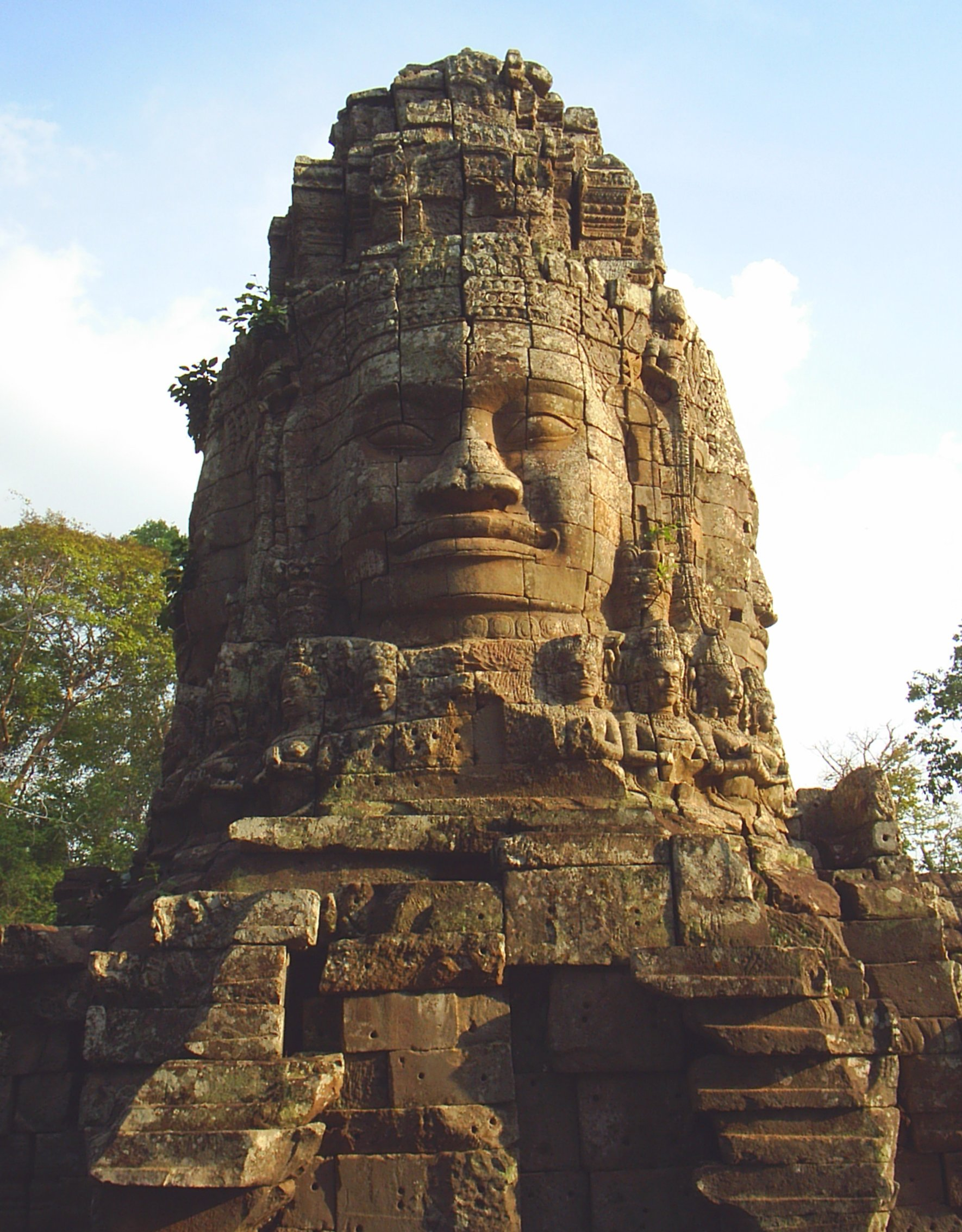
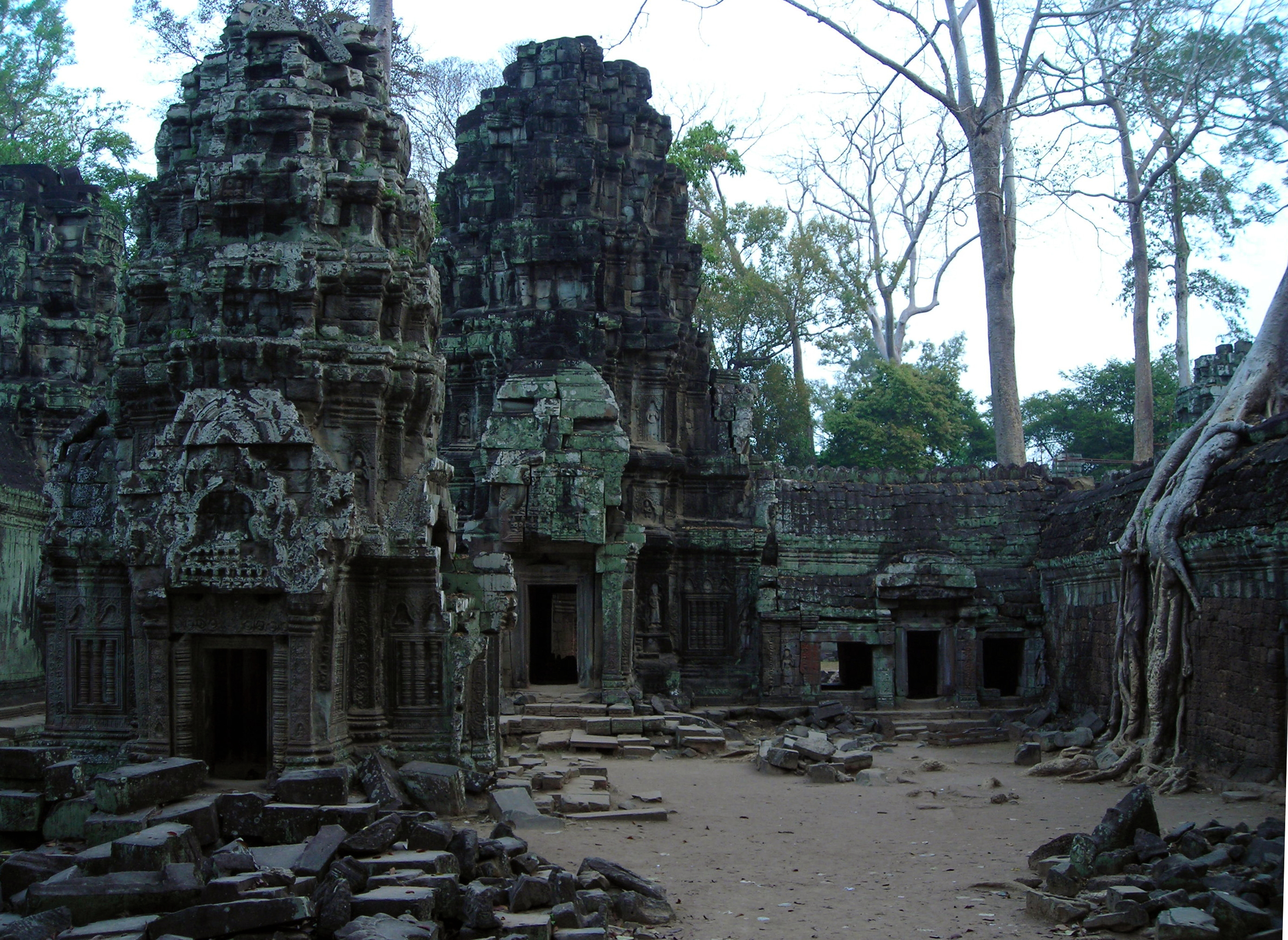
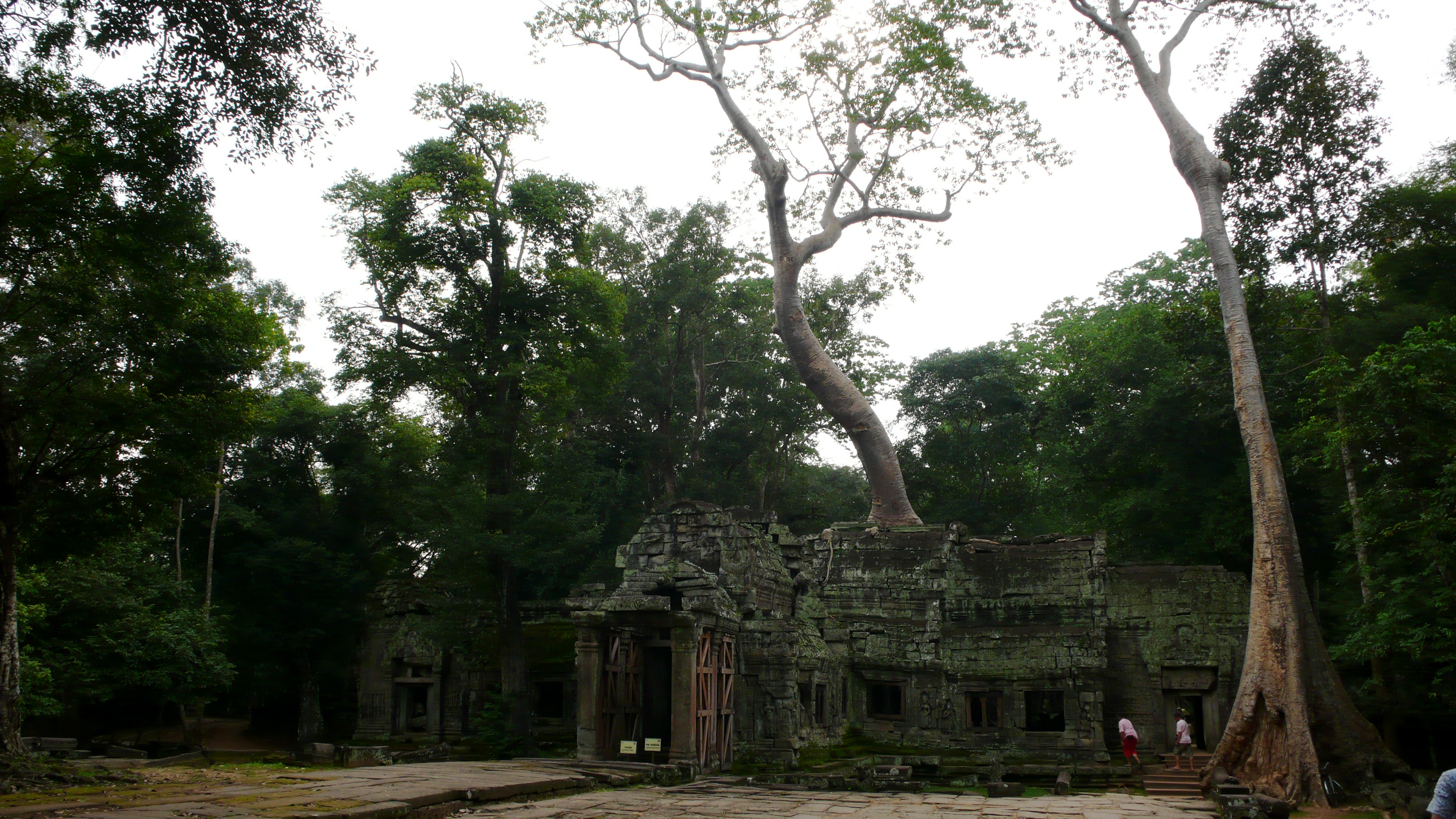
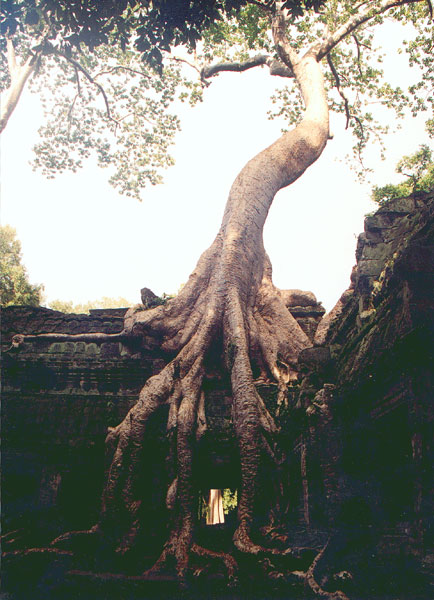
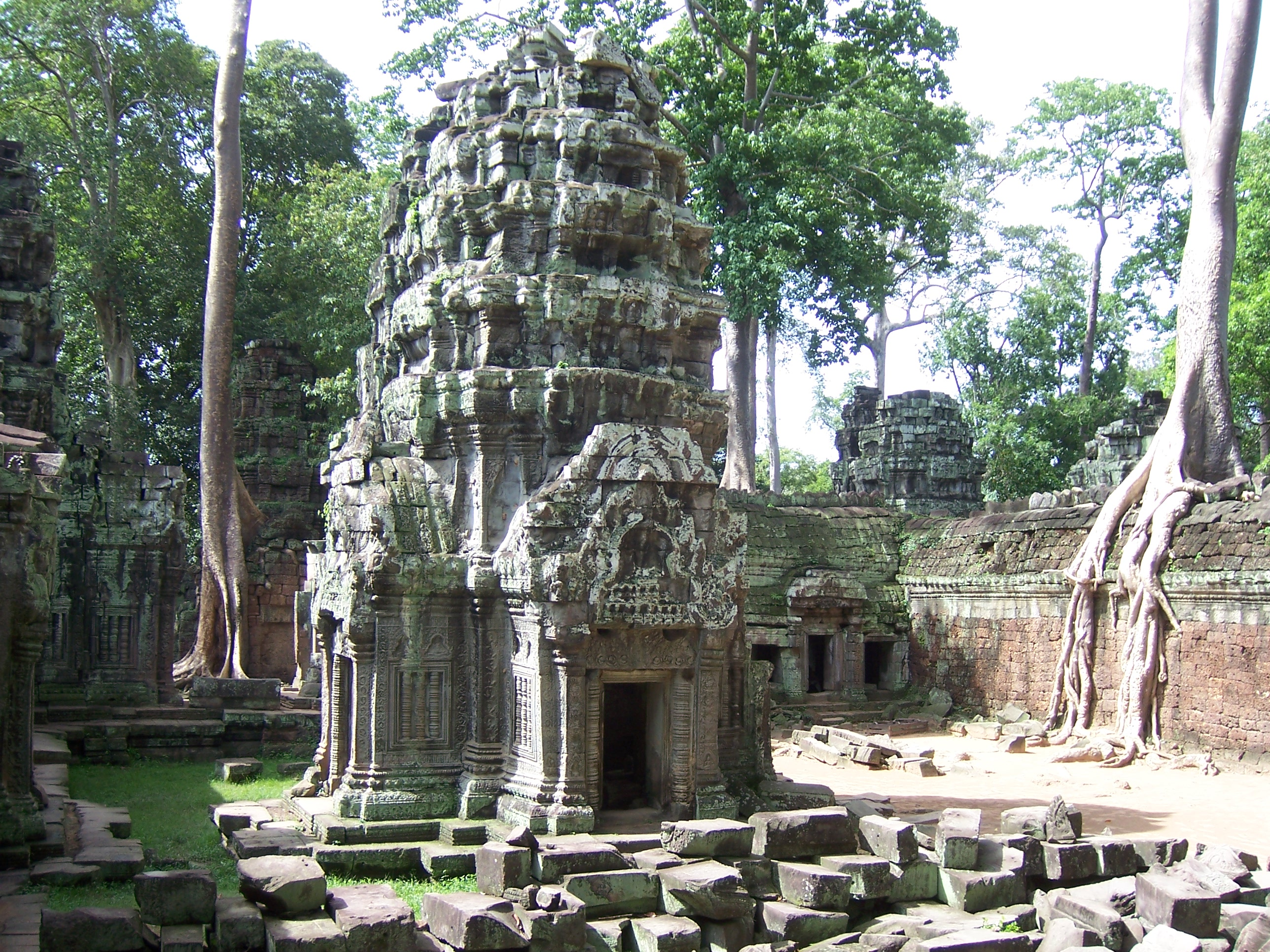
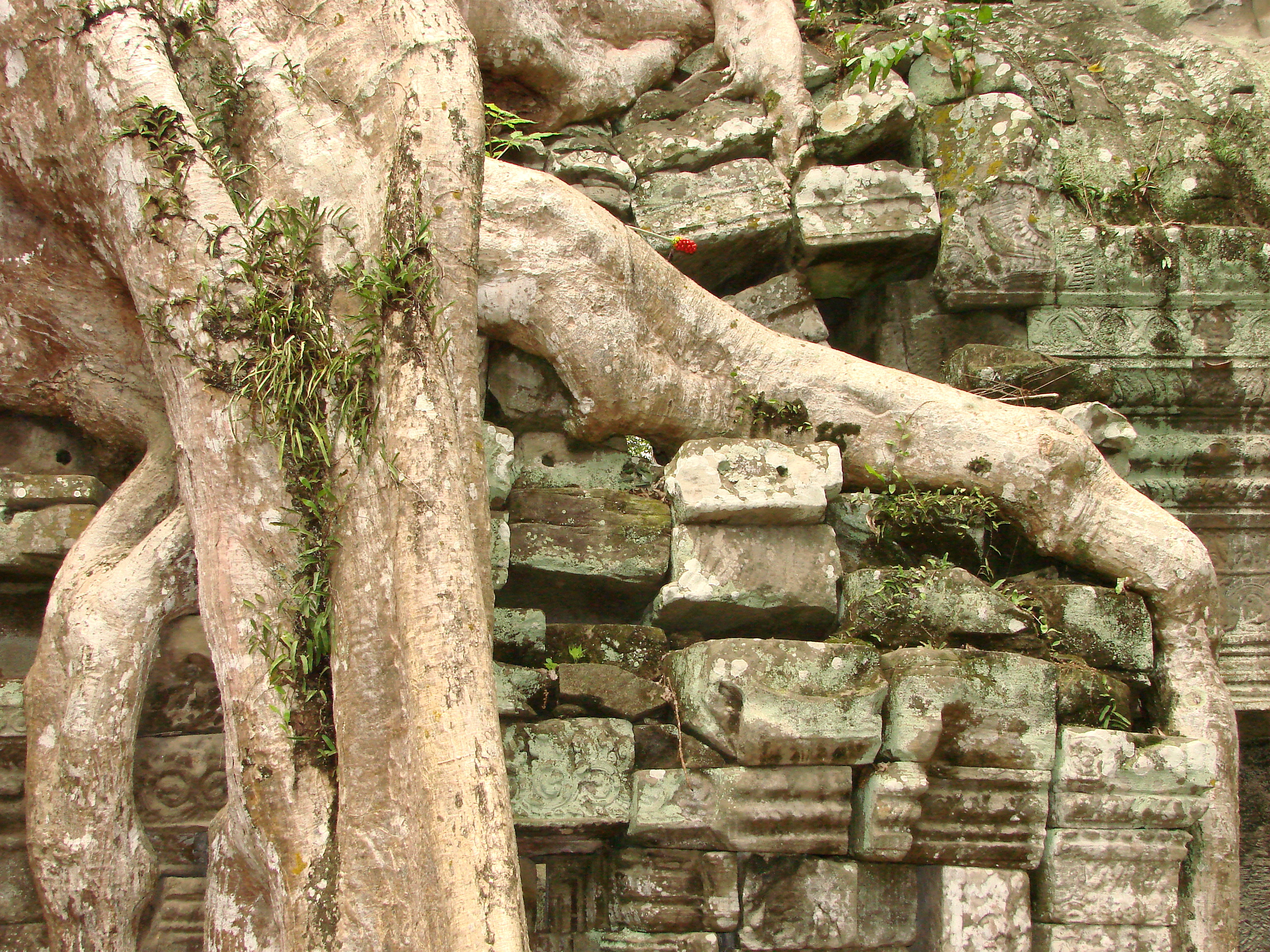
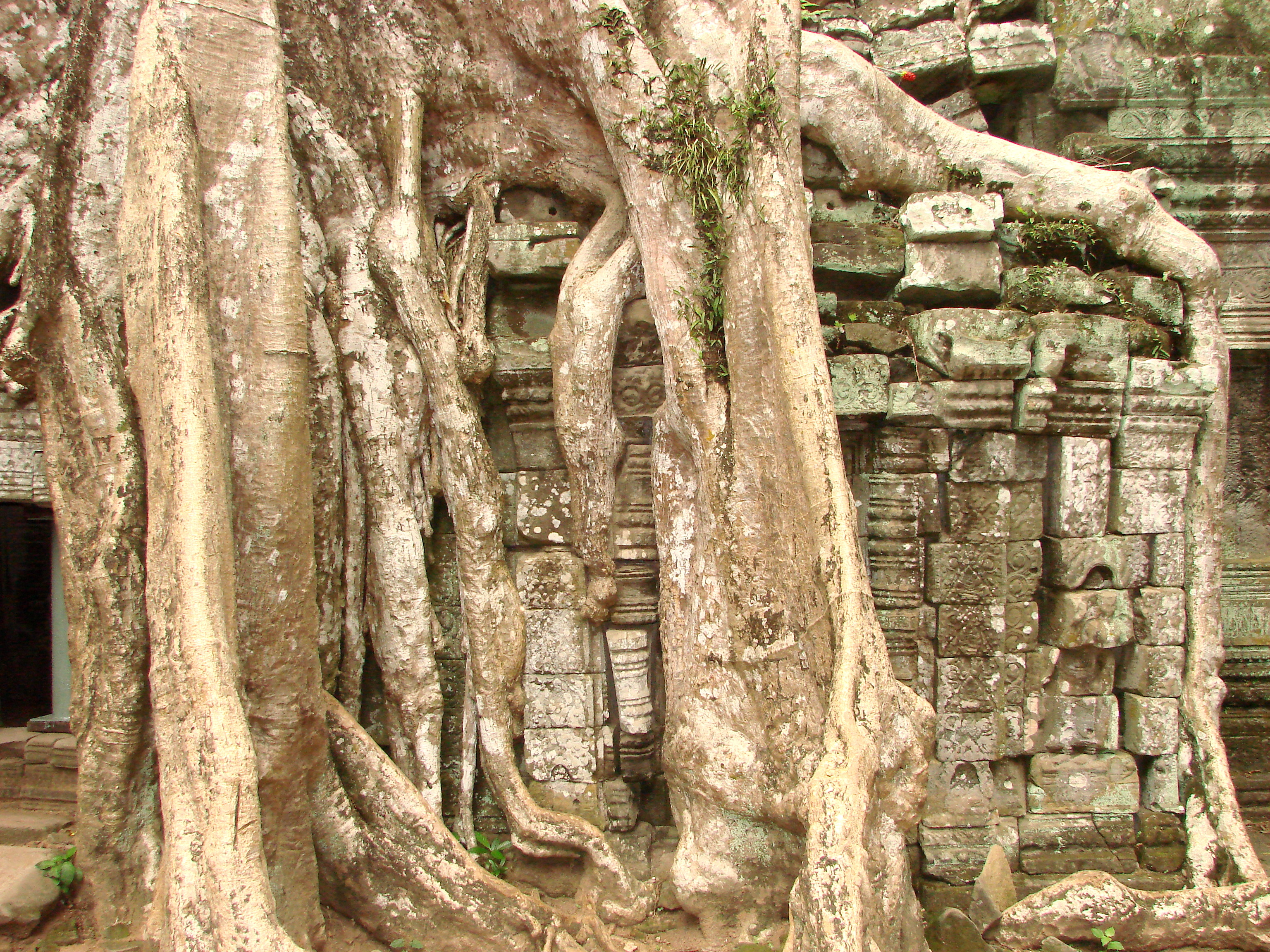
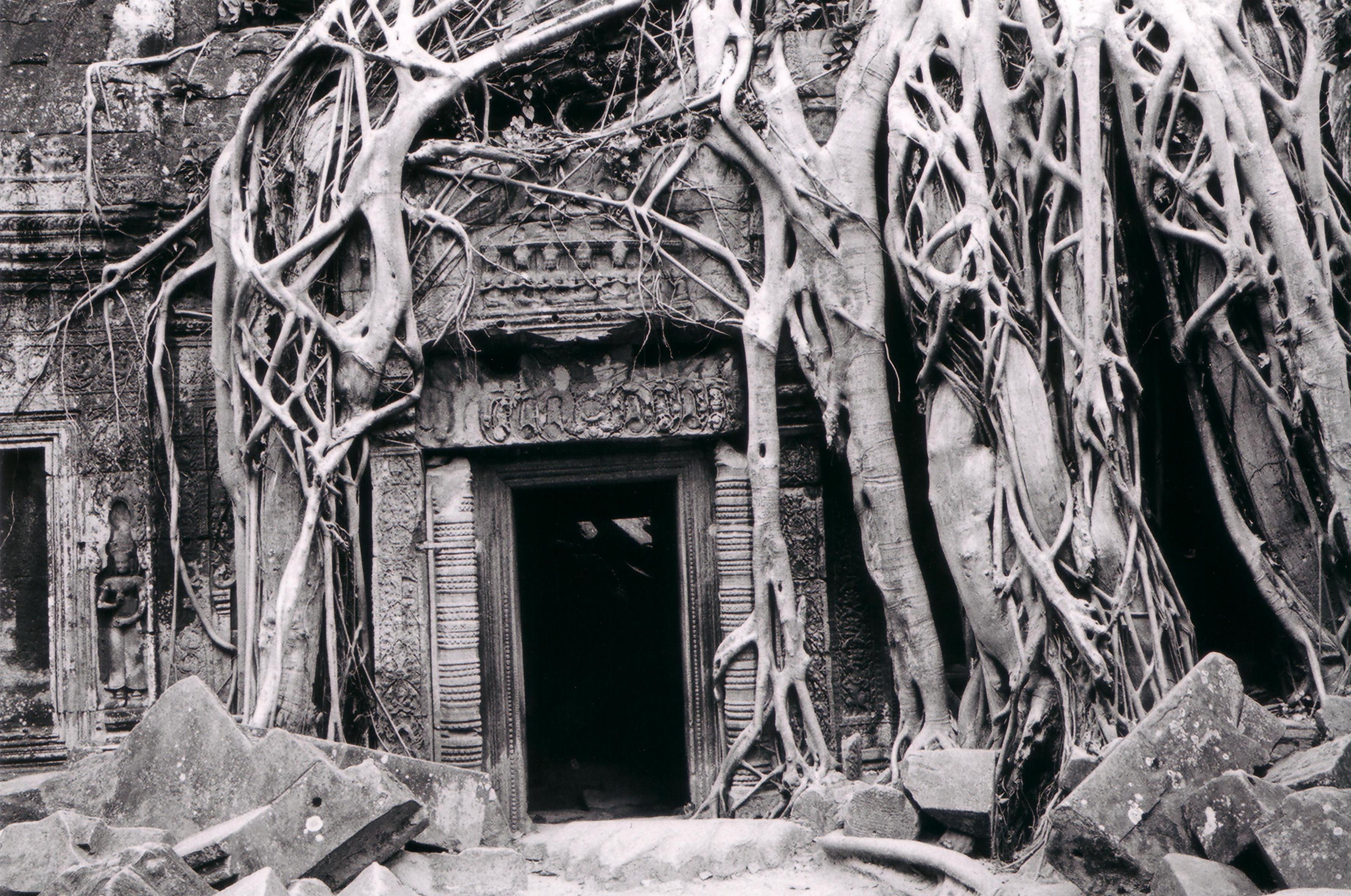
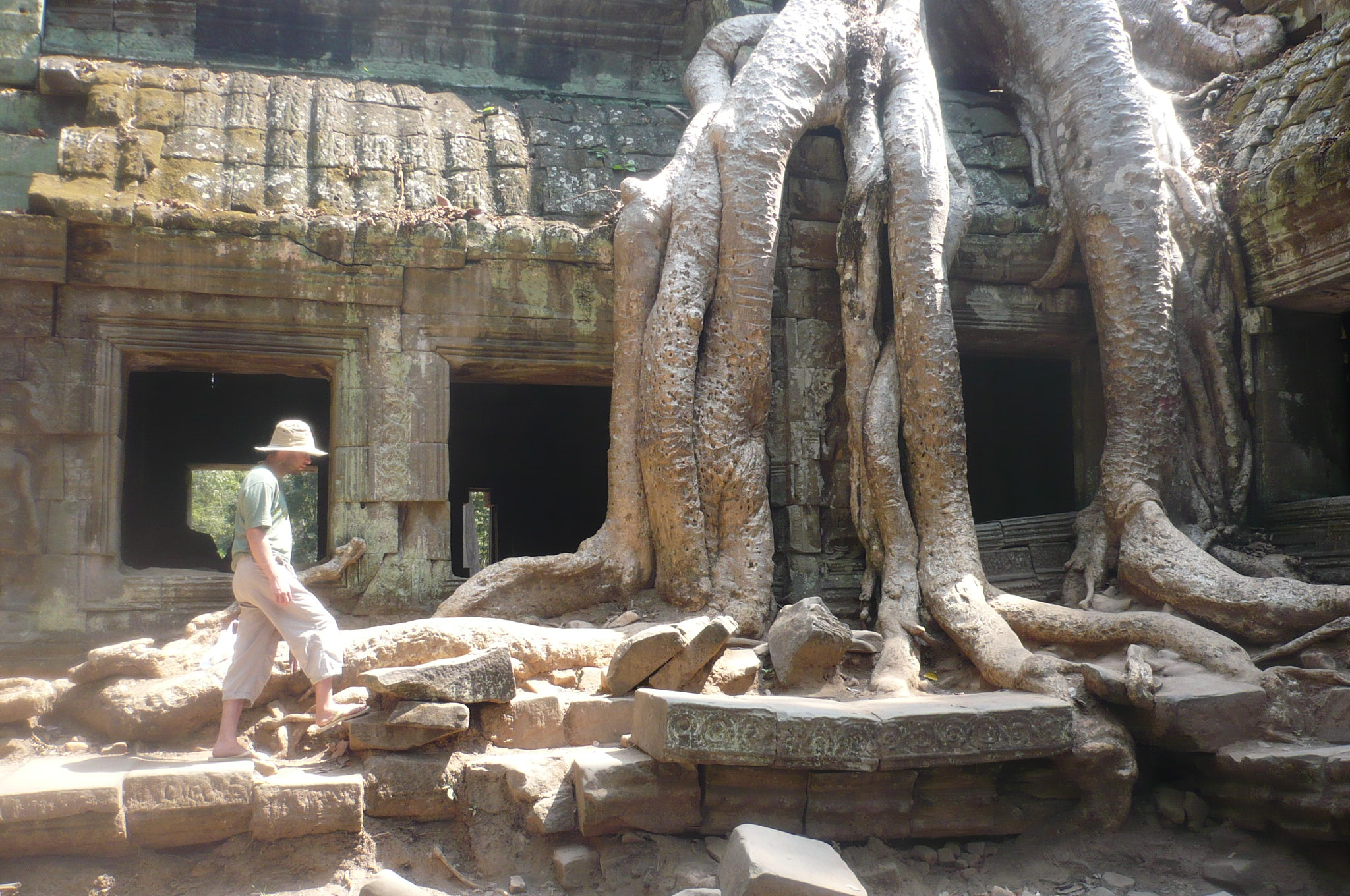
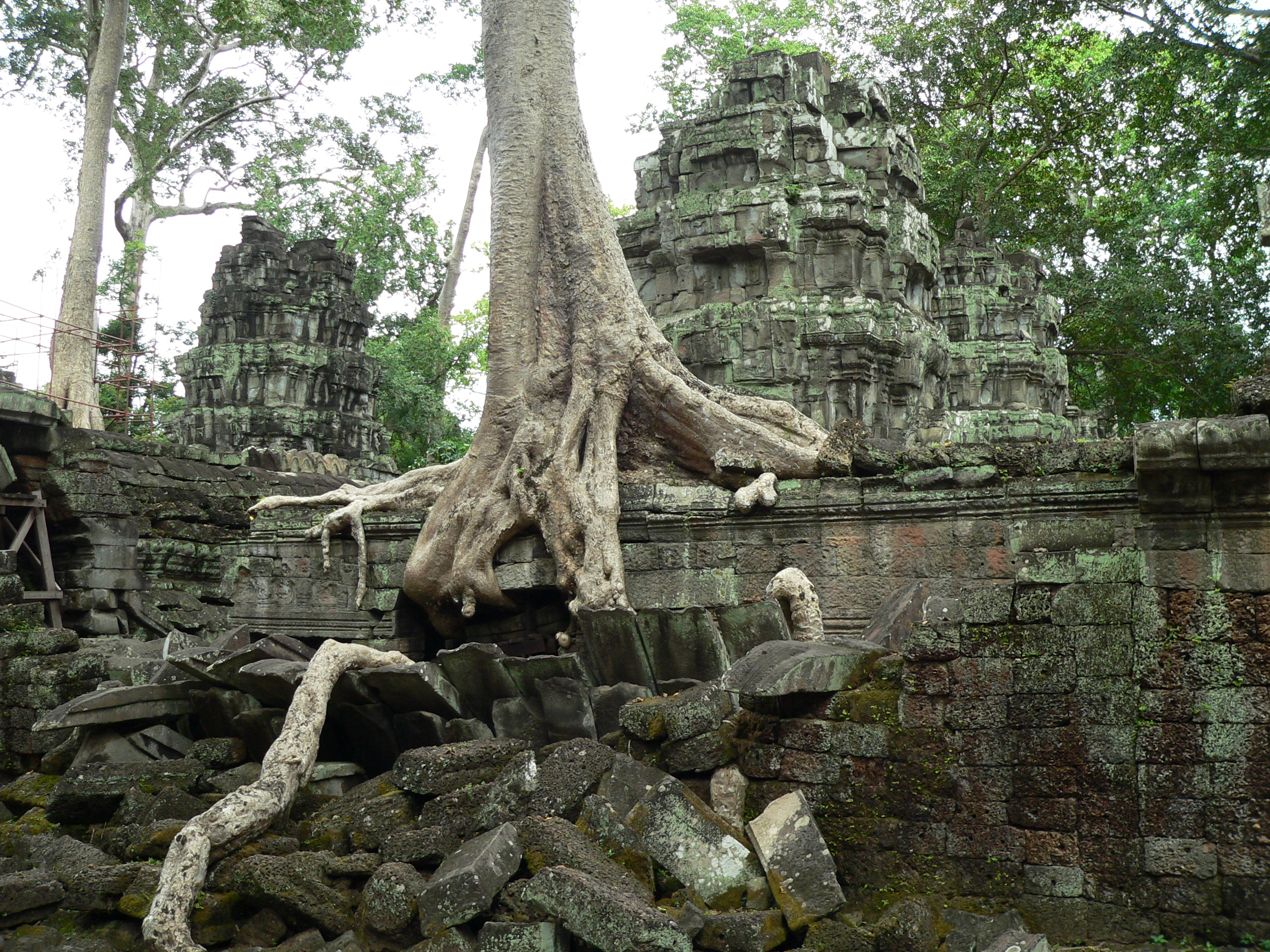
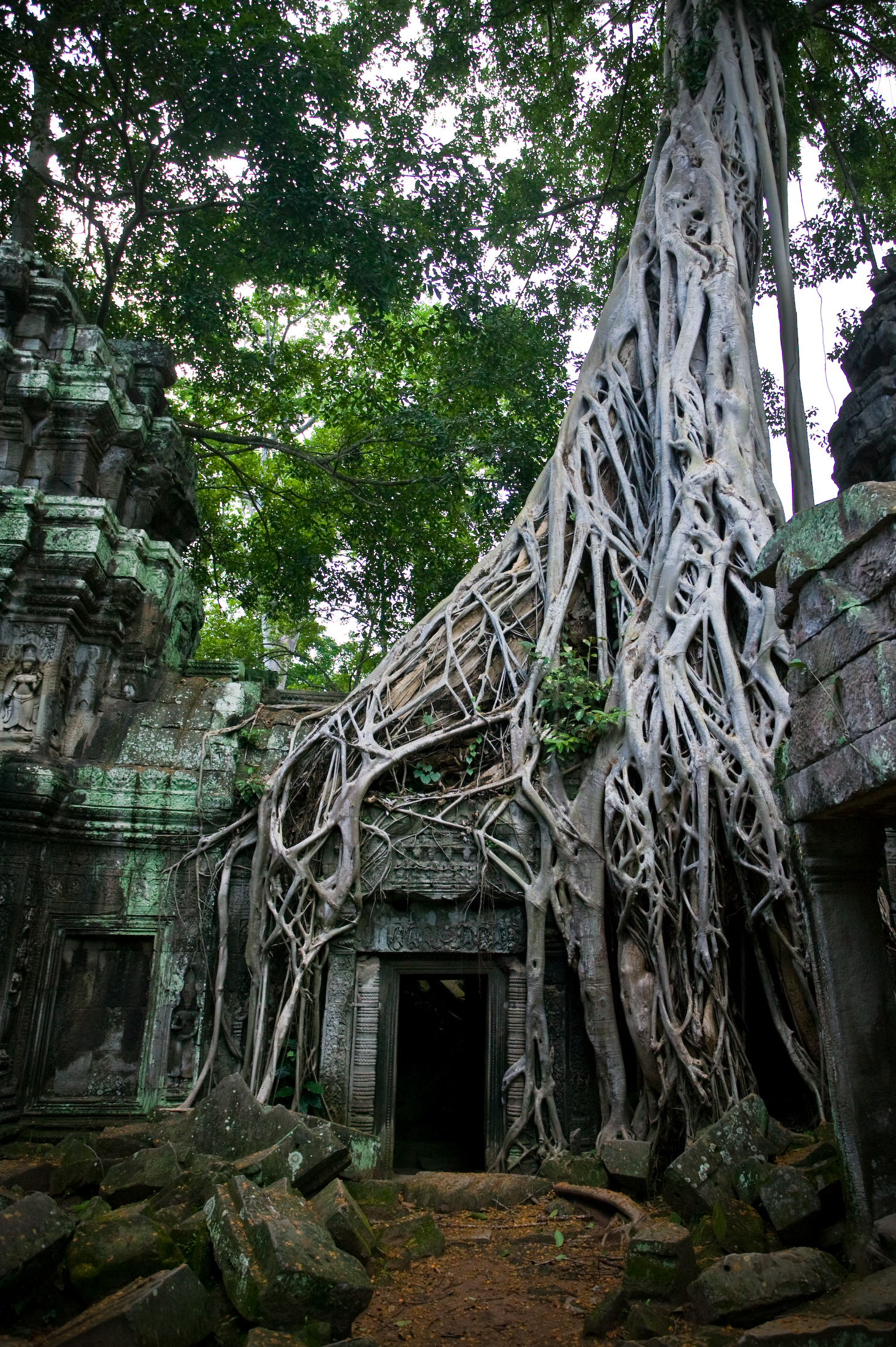
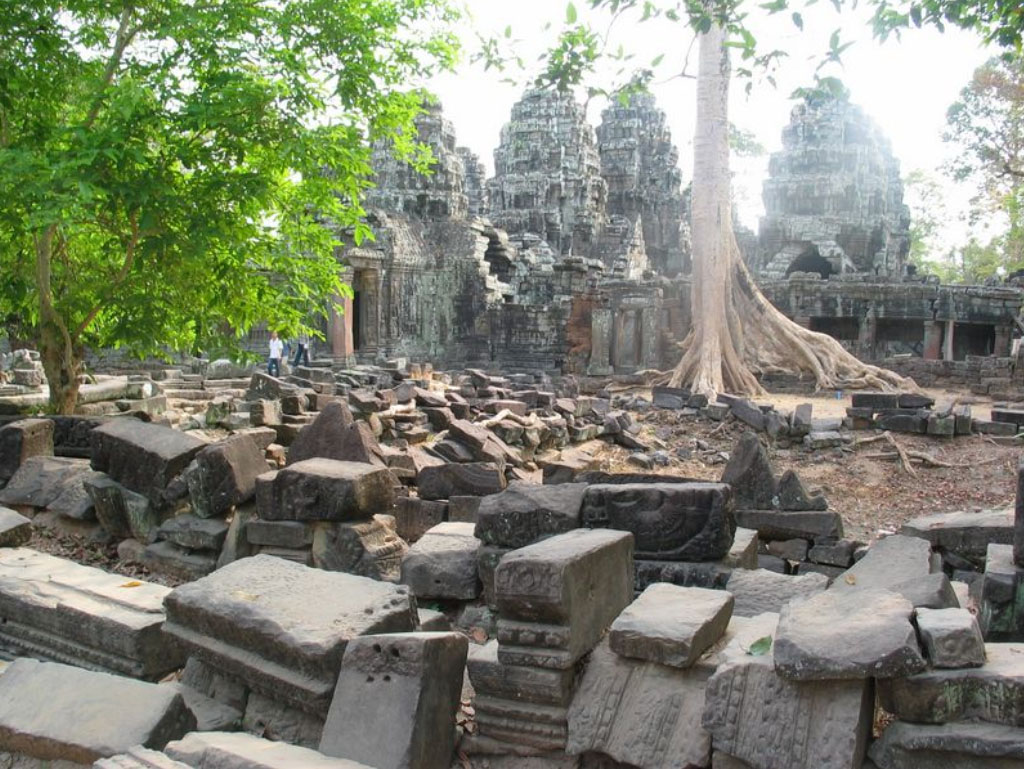
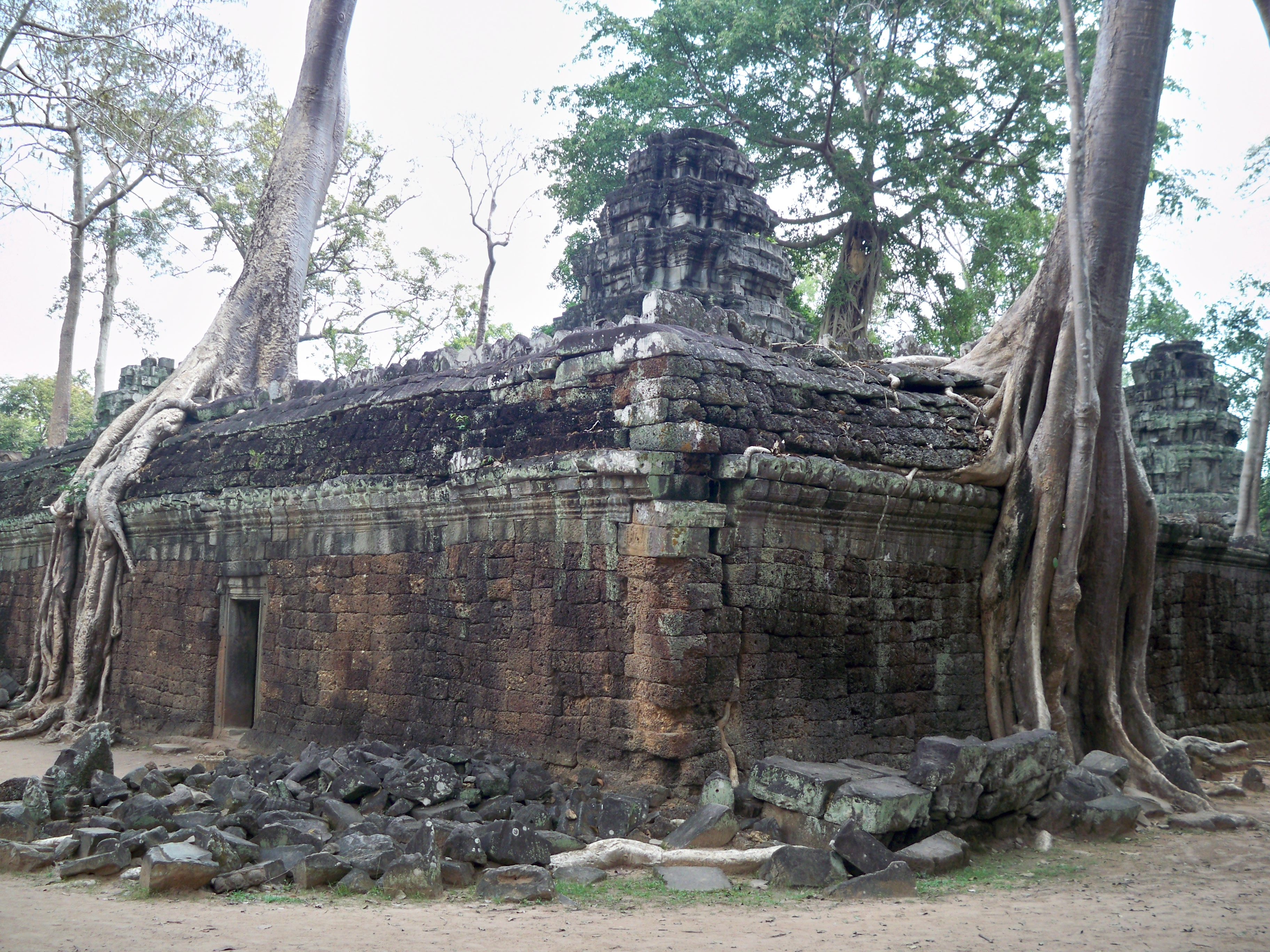
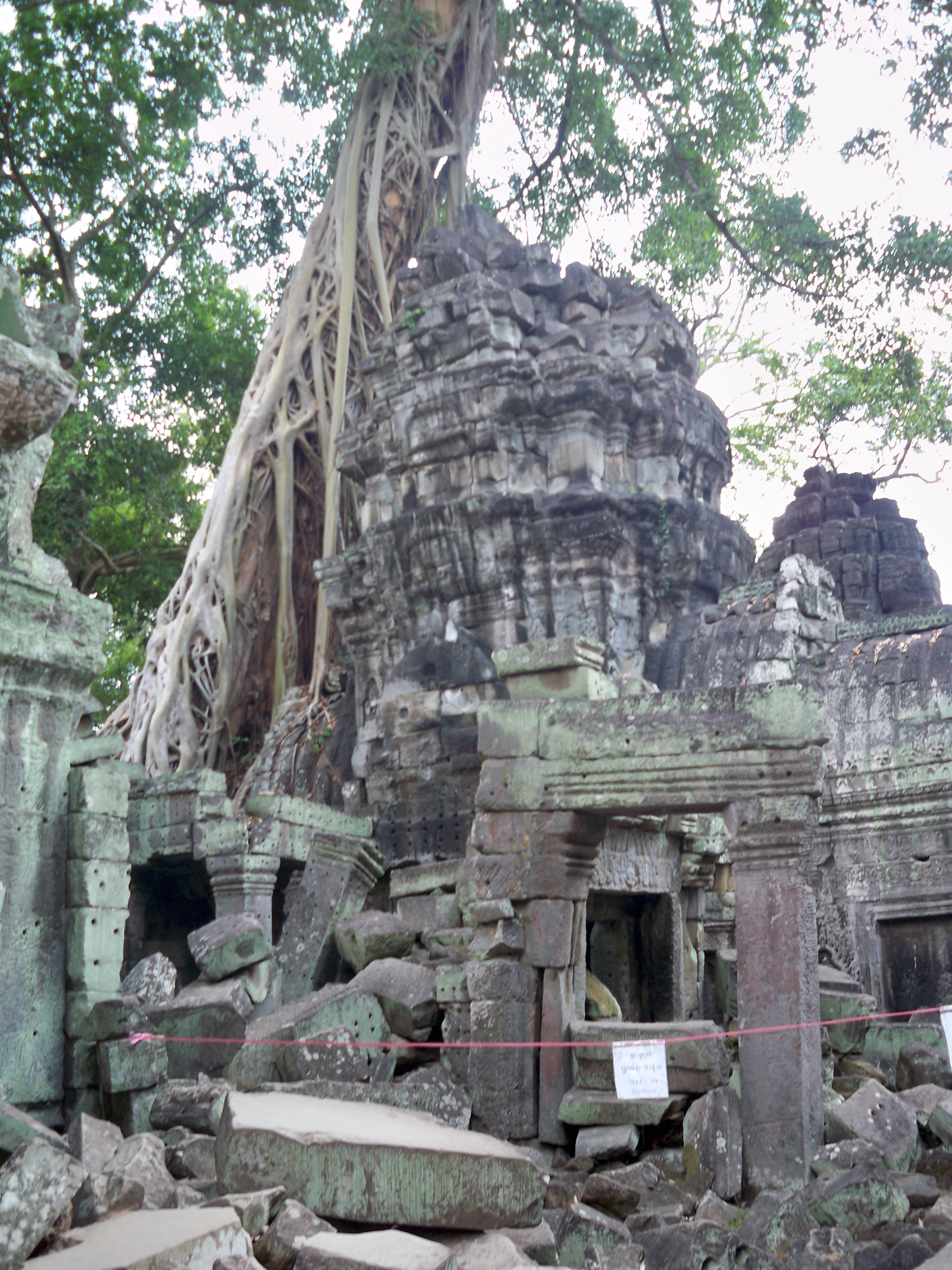
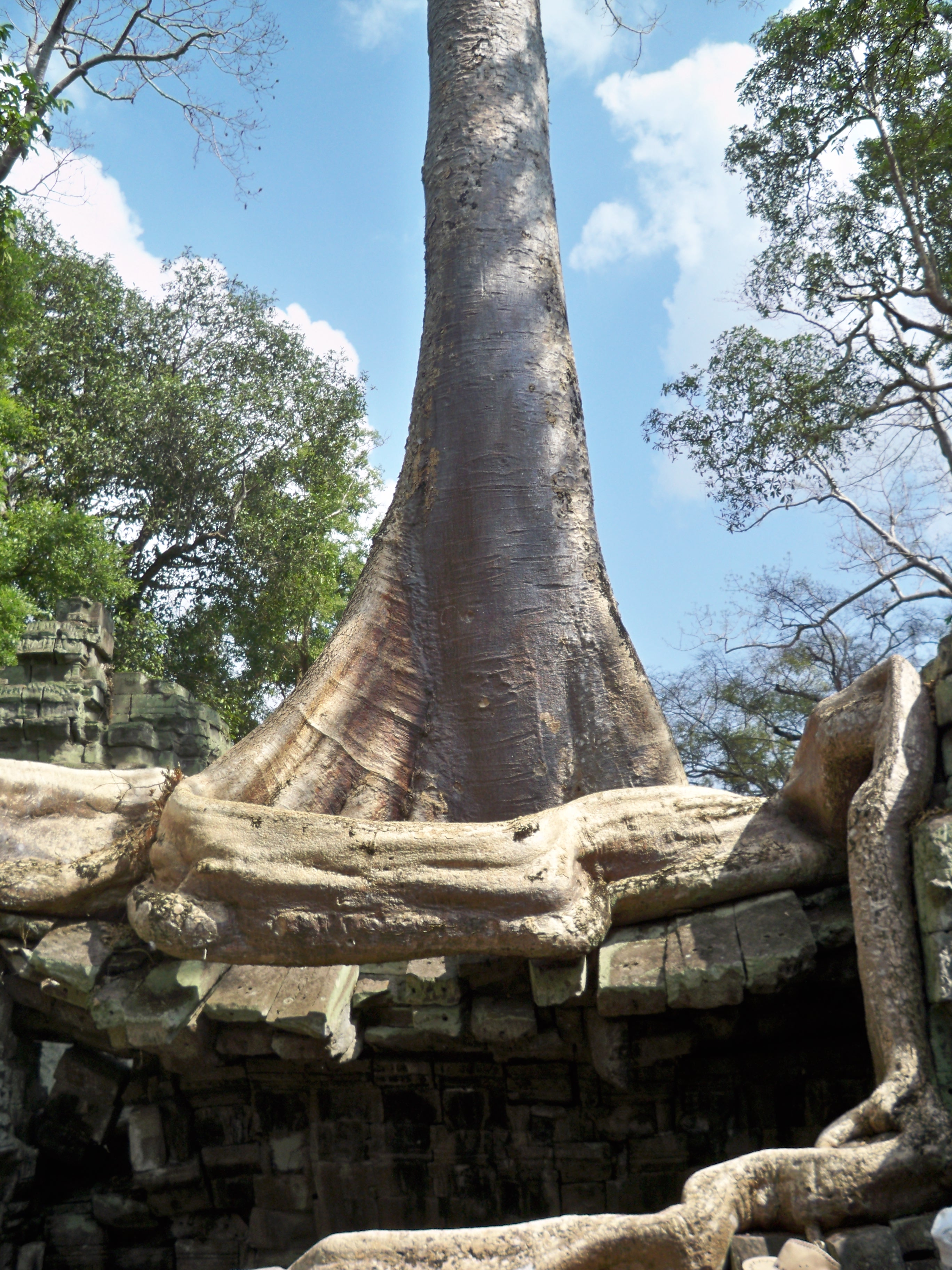
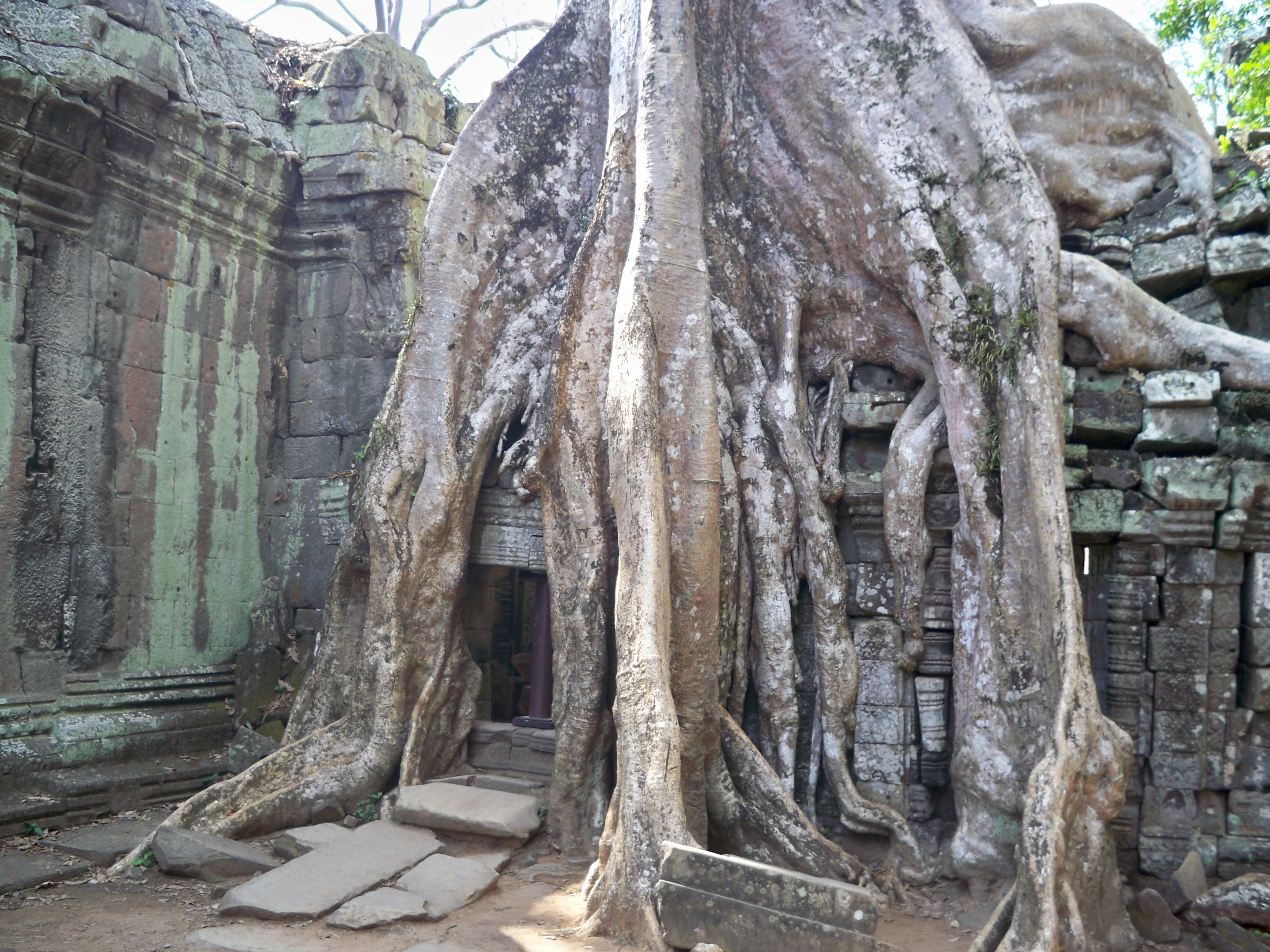
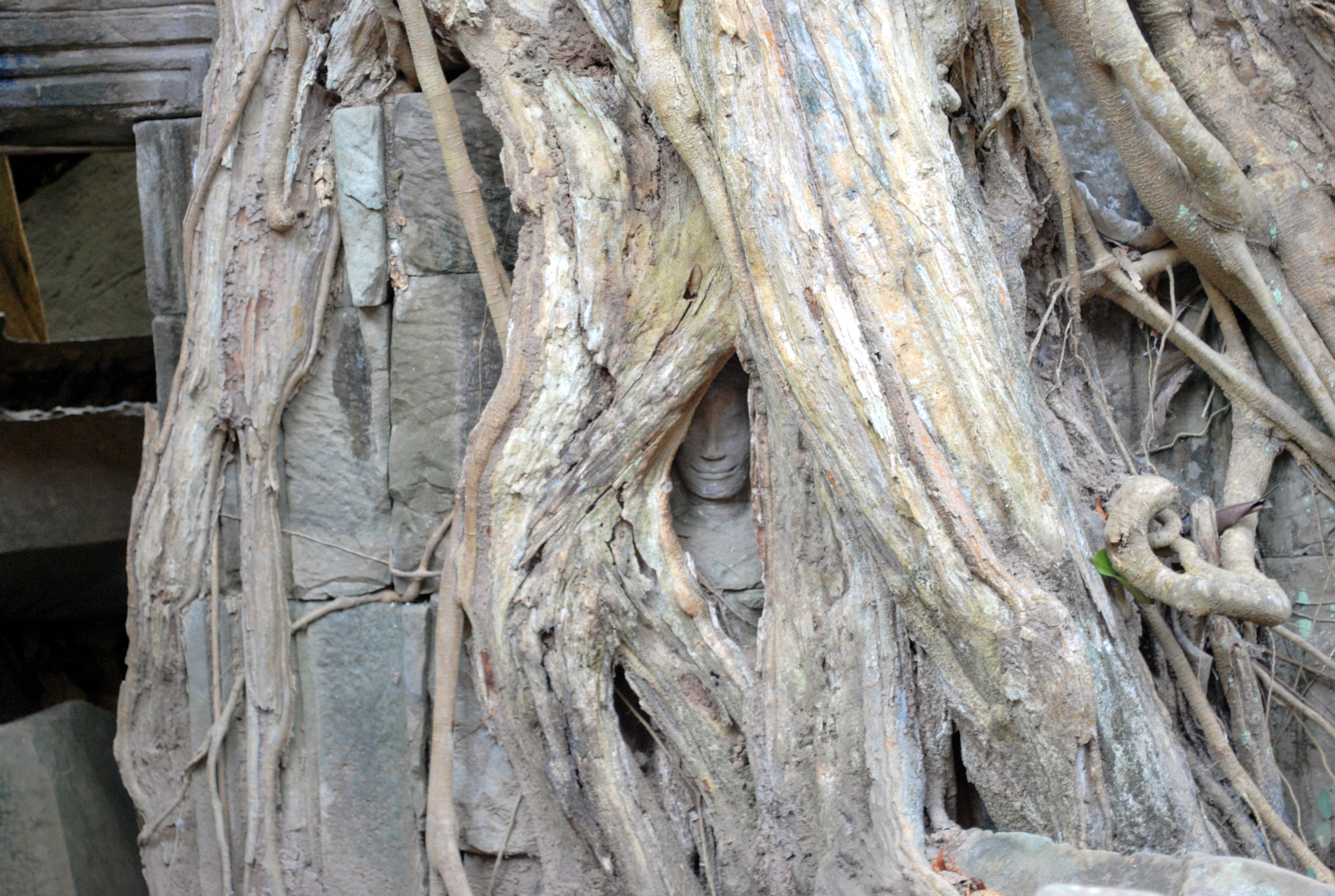
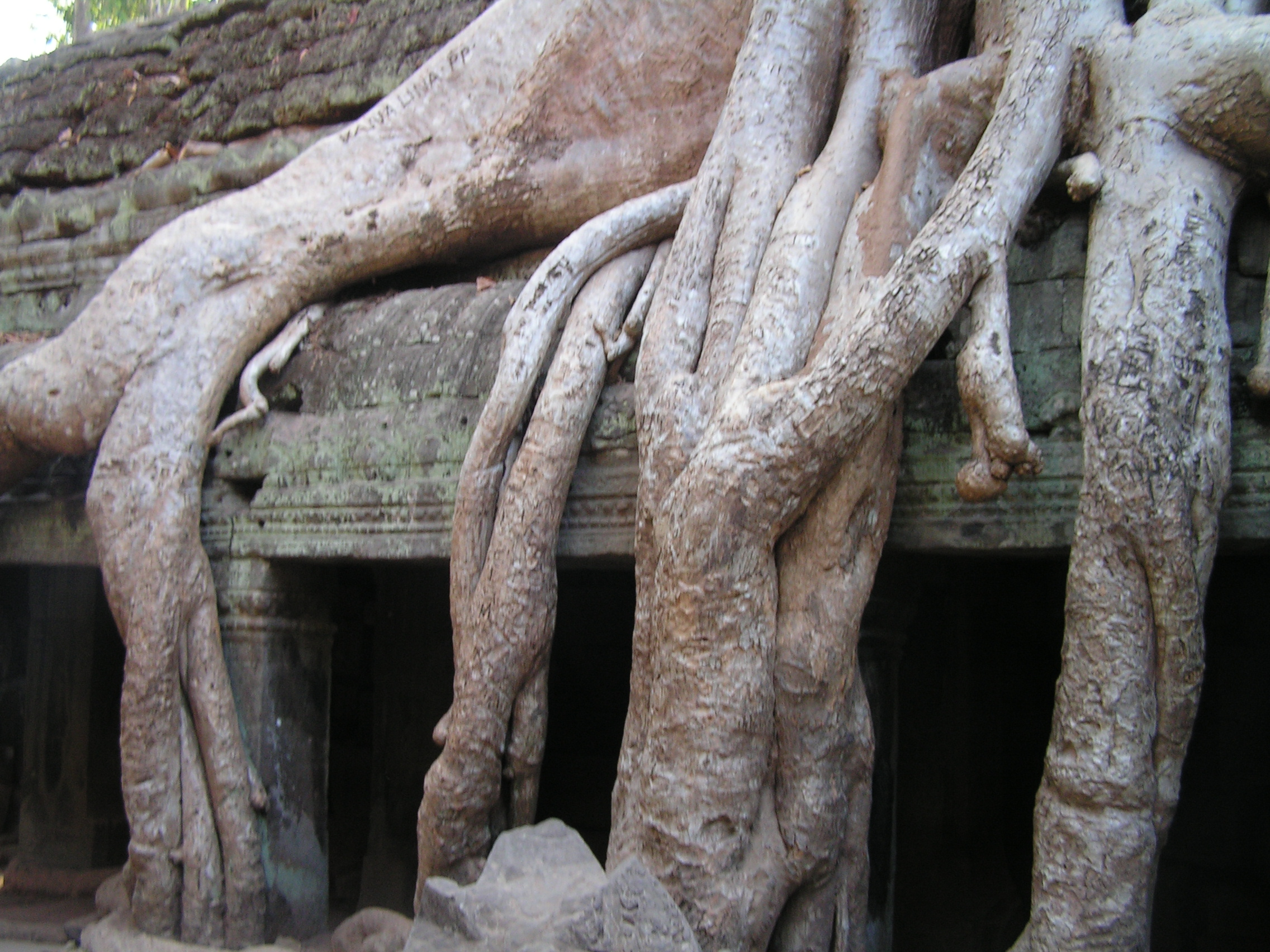
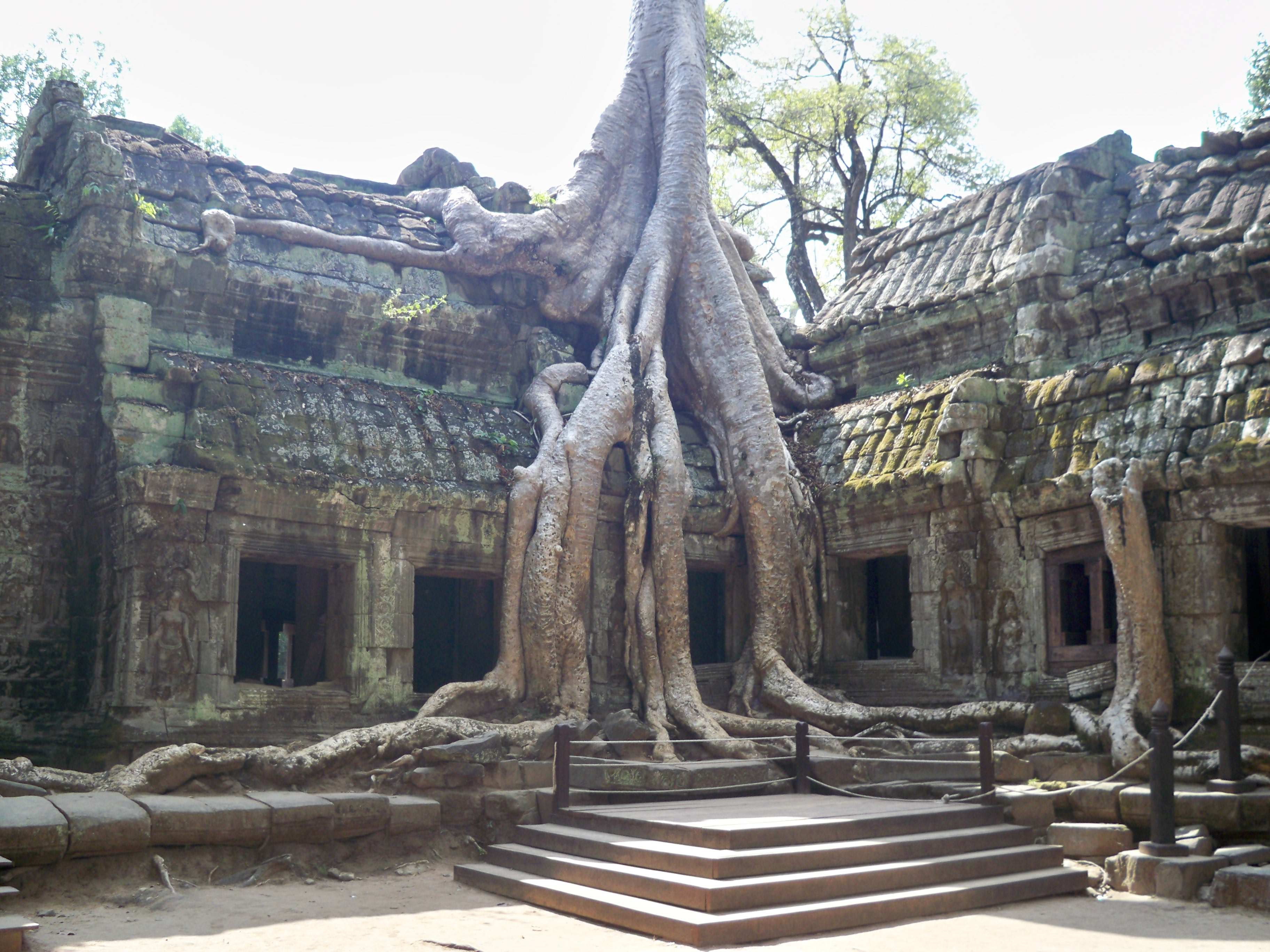
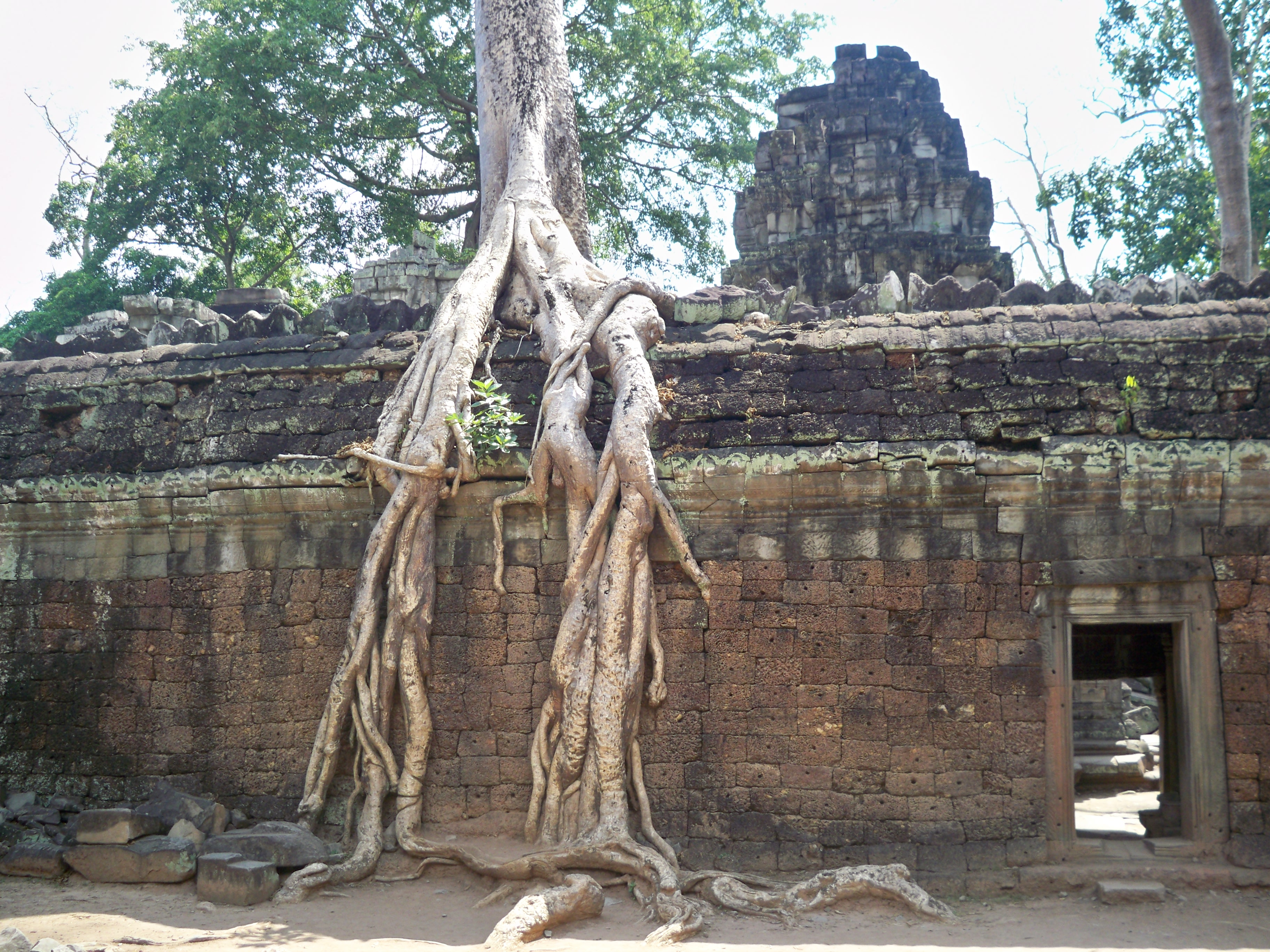
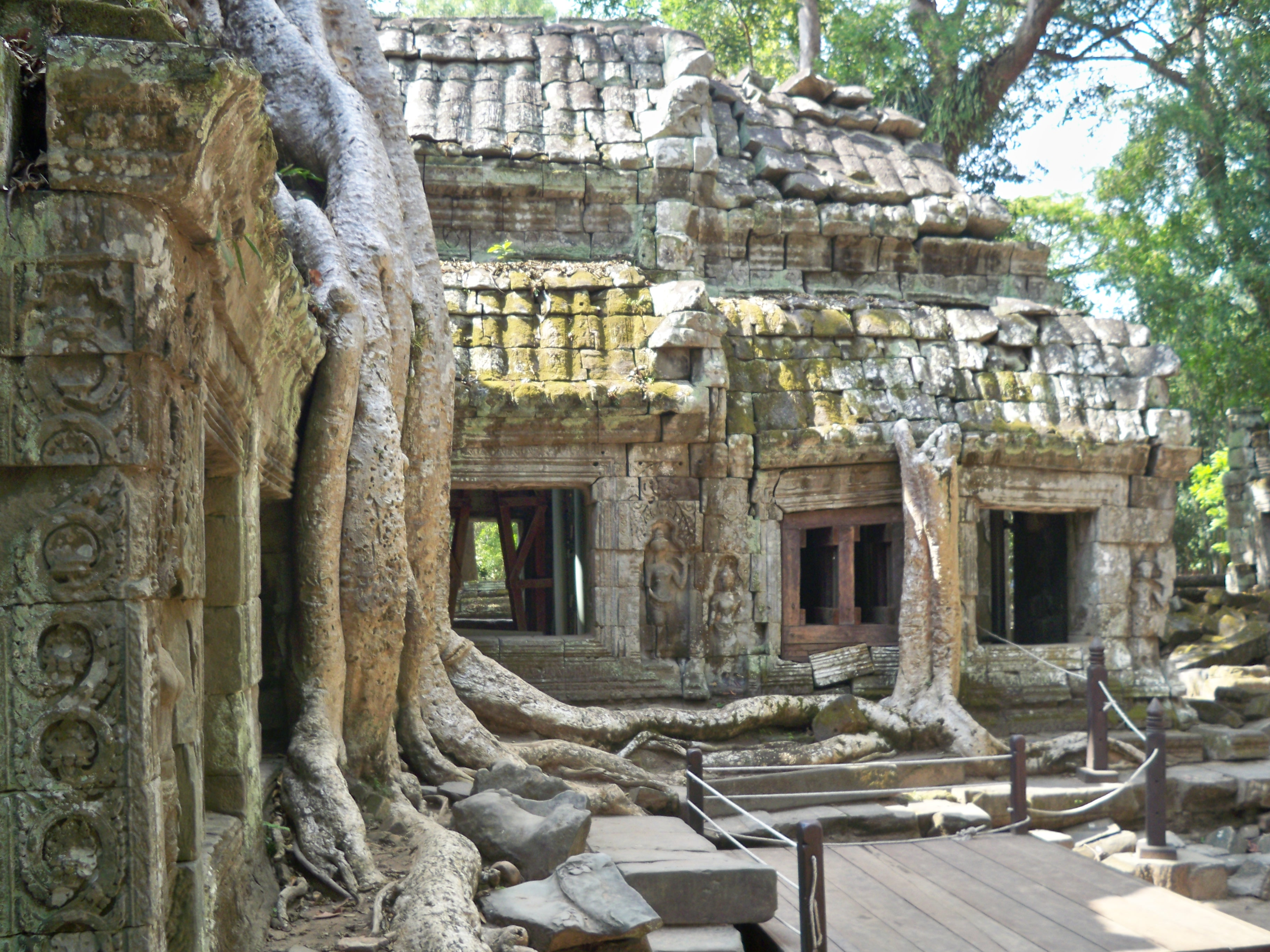